# Seròs
Seròs ist eine katalanische Gemeinde in der Provinz Lleida im Nordosten Spaniens. Sie liegt in der Comarca Segrià.

## Gemeindepartnerschaft
- Saint-Ciers-d’Abzac in Frankreich